# Gustavo Guimarães
Gustavo Guimarães (São Paulo, 1994. január 24. –) brazil válogatott vízilabdázó, az EC Pinheiros játékosa.

## Nemzetközi eredményei
- Világbajnoki 14. hely (Sanghaj, 2011)
- Világliga bronzérem (Bergamo, 2015)
- Világbajnoki 10. hely (Kazany, 2015)
- Pánamerikai játékok ezüstérem (Toronto, 2015)
- Világliga 7. hely (Huizhou, 2016)
- Olimpiai 8. hely (Rio de Janeiro, 2016)